# Comoé nationalpark
Comoé nationalpark ligger i den nordøstlige del af Elfenbenskysten langs Comoéfloden som den har navn efter. Parken, som har et areal på 11.493 km², er det største naturbeskyttelsesområde i Vestafrika. Naturtypen er hovedsageligt savanne, men da parken ligger nær floden, er der også dele med tropisk regnskov. Parken ligger mellem 119 og 658 moh. med hovedparten af arealet omkring 250-300 moh.
Parken blev verdensarvsområde i 1983 på grund af den rige og varierede vegetation. Den første fredning i området var allerede i 1926, og et reservat blev etableret i 1953.
Parken har siden 2003 været på listen over truede verdensarvsteder på grund af borgerkrig i området, krybskytteri, overgræsning og manglende parkopsyn.